# Сага про Вінланд (манґа)
Сага про Вінланд (яп. ヴィンランドサガ, англ. Vinland Saga) — японська історична манґа, написана та проілюстрована Макото Юкімурою. Манґа опублікована Kodansha і вперше вийшла у щотижневому журналі Weekly Shonen Magazine, орієнтованому на молодь, перш ніж перейти до омісячного журналу Monthly Afternoon, орієнтованого на молодих дорослих чоловіків. Загалом вийшло 29 томів. Сагу про Вінланд офіційно видає в Україні — Наша Ідея.
Назва Vinland Saga викликає асоціації з Вінландом, як описано у двох скандинавських сагах. Однак події Саги про Вінланд відбуваються в контрольованій данцями Англії на початку XI століття, в ній представлені данські загарбники Англії, широко відомі як вікінги. Історія поєднує драматизацію історичного приходу до влади короля Канута Великого з наміром помсти, зосередженим на історичному досліднику Торфінні, сині вбитого колишнього воїна.
Юкімура натхненний королем Норвегії Олафом Трюґґвасоном вирішив написати «Сагу про Вінланд», як історію про рабство. Редактор Юкімури був проти, щоб Торфінн був рабом з початку, тому його зробили вікінгом. Автор погодився, оскільки хотів, щоб Торфінн надалі зрозумів трагедію яку він спричинив як вікінг. Переживання Юкімури під час Холодної війни та терактів 11 вересня були відображені на персонажі Торфінна, який травмований своїми діями як воїна і тому вирішує знайти Вінланд, щоб створити землю, де люди різних рас зможуть мирно співіснувати разом.
Станом на серпень 2022 року тираж «Саги про Вінланд» перевищив 7 мільйонів примірників. Манґа отримала Гран-прі 13-го Японського фестивалю медіа-мистецтв у 2009 році. Та у 2012 році виграла 36-ту премію «Коданша манґа» за найкращу загальну манґу. 24-серійна аніме адаптація від Wit Studio виходила на каналі NHK General TV з липня по грудень 2019 року. Прем'єра другого сезону, анімованого студією MAPPA, відбулася на телеканалах Tokyo MX та BS11 у січні 2023 року. Манґа отримала широке визнання, причому деякі критики відзначили поєднання жорстоких і спокійних історій, а також художню роботу Юкімури.

## Місце подій
Дія «Саги про Вінланда» розгортається переважно в Англії 1013 року нашої ери, яку завоював данський король Свейн Вилобородий. Коли король Свейн наближається до смерті, його сини, принц Гаральд і принц Канут, сперечаються за його спадщину. В основу сюжету покладено елементи історичних оповідей того періоду, таких як «Флатейярбок», «Сага про гренландців» та «Сага про Еріка Рудого».

## Сюжет
У 1013 році молодий Торфінн працює на Аскеладда, сподіваючись викликати його на поєдинок і вбити, щоб помститися за смерть свого батька Торса, який напав на них під час подорожі до Англії. Компанія Аскеладда наймається найманцями до короля Свейна під час данського вторгнення до Лондона англійців та Торкеля Довгого, дядька Торфінна, який служив з Торсом в Йомсвікінгах. Коли Торкель бере в полон сина Свейна, принца Канута, компанія Аскеладда захоплює принца з наміром продати його будь-якій стороні задля отримання прибутку. Аскеладд змінює свій план і починає діяти за власним бажанням як нащадок Арторіуса, щоб захистити батьківщину своєї матері — Уельс — від вторгнення. Зрештою, Аскеладд змушений пожертвувати собою, вбивши Свейна під час аудієнції, коли король оголошує про свій план вторгнення до Уельсу, вдаючи божевілля, оскільки Канут вбиває його, щоб принц міг безперешкодно захопити Англію, окуповану датчанами. Шокований Торфінн намагається вбити короля Канута, але був засуджений до довічного рабства, коли його зупинив Торкель.
Через рік після смерті Аскеладда, Торфінн працює на фермі Кетіля, багатого фермера, який добре ставиться до рабів. Пізніше він знайомиться з іншим рабом, на ім'я Ейнар, який допомагає йому цінувати своє життя після того, як дізнається про його минуле. За допомогою Ейнара та батька Кетіля, Сверкера, Торфінн вчиться відпускати своє темне минуле. На той час Канут, отруївши свого брата Гаральда, став королем Англії та Данії і починає похід на ферму Кетіля, обманом змусивши синів Кетіля, Торгіля та Ольмара, виправдати захоплення, а люди Кетіля легко перемагають вікінгів Канута. Торфінн протистоїть Кануту, щоб переконати його помилувати селян. Побачивши, що Торфінн перетворився на пацифіста, Канут відмовляється від своїх претензій на ферму. Коли Кетіль ледь не вбиває їхню подругу Арнхейд, Торфінн згадує слова батька про мирні землі Вінланду і погоджується з Ейнаром разом дістатися туди. Згодом їх звільняють з полону, і вони разом з Лейфом Еріксоном, старим другом Торса, відпливають назад до Ісландії.
Після возз'єднання з родиною Торфінн ділиться своїми планами оселитися у Вінланді. Щоб профінансувати подорож, Торфінн, Лейф, Ейнар та названий син Лейфа, Торфінн «Очкарик», розробляють план подорожі до Греції та продажу рогів нарвала. Пізніше до команди Торфінна приєднуються Гудрід, ісландська дівчина, яка тікає від небажаного шлюбу, Карлі, хлопчик, якого команда знайшла сиротою на Фарерських островах разом із собакою, та Хільд, донька винахідника, що має зуб на Торфінна. Після спроби боротися з групою вікінгів, група потрапляє в полон і опиняється на службі у Торкеля. Торфінн продовжує свою подорож зі своєю командою, відволікаючи вбивць навколо островів, поки решта команди тікає до Оденсе. Вони зустрічають капітана Вагна, ватажка повстанського табору вікінгів, які прагнуть узурпувати владу у Флокі, перш ніж вона перейде до рук онука Флокі Бальдра. Вцілілі люди з табору Вагна присягають на вірність Торкелю, який перемагає Флокі та захоплює його та Бальдра. Торфінн тимчасово стає ватажком вікінгів і виконує наказ Канута розпустити військо вікінгів і врятувати Флокі та Бальдра від страти. Звільнившись від вікінгів, загін Торфінна продовжує свою подорож.
Через два роки команда Торфінна повертається до Ісландії з багатством, отриманим від продажу рогів нарвала. Торфінн і Гудрід одружуються і виховують Карлі як свого сина. З ресурсами, обіцяними Хальфданом, Торфінн починає збирати команду, щоб оселитися у Вінланді. Торфінн створює мирний притулок, де зброя більше не потрібна, розчистивши частину лісу та успішно вирощуючи пшеницю. Крім того, йому та його супутникам вдається домовитися про мирні стосунки з місцевими мікмаками, які приходять до них як до мирних поселенців.

## Публікація
Сага про Вінланд написана та проілюстрована Макото Юкімурою. Вперше серія була опублікована у щотижневому журналі сьонен-манґа Kodansha Weekly Shonen Magazine з 13 квітня по 19 жовтня 2005. Серія була перенесена до журналу сейнен-манґа Kodansha Monthly Afternoon, починаючи з лютневого випуску 2006, що вийшов 24 грудня 2005. Серіал завершився після 20 років публікації 25 липня 2025 року. Kodansha зібрала свої розділи в окремі танкобони (переплетені томи). Перші два томи були спочатку випущені під маркою Shōnen Magazine Comics, а потім перевидані під маркою Afternoon після зміни серіалізації манґи. Станом на червень 2024 року було опубліковано 28 томів.
Серія ліцензована українською мовою видавництвом Nasha Idea і виходить у м'якій обкладинці. Перший том вийшов 1 лютого 2022 року. Станом на 2 липня 2025 року вийшло десять томів цієї манги.

25 липня 2025 року вийшов фінальний розділ манги і оголошено про випуск японського видання останнього тому у вересні того ж року. Автор манги Макото Юкімура прокоментував завершення серії у своєму акаунті в X:
|  | Малюючи фінал, я думав про те, чи стали ми добрішими за людей, які жили тисячу років тому. У будь-якому разі, з моїх плечей зійшов великий тягар. Я радий, що завершив цю історію. ...А коли завершиться робота над томом… буде відпочинок. ВІДПОЧИНОК! Ура, літні канікули! Що ж робити? Поїду на риболовлю. Пограю в The Legend of Zelda. І, мабуть, візьмусь за англійську. |

### Адаптація
У березні 2018 року було оголошено про вихід аніме-серіалу за мотивами «Саги про Вінланд». Серіал створений Twin Engine, Production I.G., Wit Studio та Kodansha, анімацією займається Wit Studio, режисером — Шюхей Ябута, композицією серіалу займається Хіроші Секо, дизайном персонажів — Такахіко Абіру, музикою — Ютака Ямада. Серіал складався з 24 епізодів на телеканалі NHK General TV. Прем'єра серіалу відбулася 7 липня 2019 року з першими трьома епізодами.
Amazon транслює серіал по всьому світу на своєму сервісі Prime Video. Sentai Filmworks випустила серіал на домашньому відео 31 серпня 2021 року з новим перекладом та англійським дубляжем. Інший англійський дубляж, вироблений VSI Los Angeles, раніше вийшов на Netflix в Японії. MVM Entertainment ліцензувала серіал у Великій Британії та Ірландії. 7 липня 2022 року серіал почав транслюватися на Netflix у всьому світі, а також на Crunchyroll і HiDive на окремих територіях того ж дня.
7 липня 2021 року Twin Engine оголосила, що другий сезон знаходиться у виробництві. Шюхей Ябута повернувся як режисер, а Такахіко Абіру повернувся як дизайнер персонажів. Другий сезон анімації MAPPA, прем'єра якого відбулася 10 січня 2023 року на Tokyo MX, BS11 та GBS, і складався з 24 епізодів. Другий сезон транслювався по всьому світу на Netflix та Crunchyroll, за винятком Китаю, Південної Кореї та Японії.